# Campagne navale soviétique de la mer Baltique en 1945
Front de l'Est (Seconde Guerre mondiale)
Batailles
- Campagne de 1941
- Campagne de 1942
- Campagne de 1943
- Campagne de 1944
- Campagne de 1945

La campagne navale soviétique de la mer Baltique en 1945 a été lancée par la marine soviétique pour harceler les forces navales ennemies du Troisième Reich sur le front de l'Est pendant la Seconde Guerre mondiale. Des sous-marins et des unités de surface de la marine soviétique ont été employés. La campagne a remporté des succès lors de l'Opération Hannibal coordonnant l'évacuation vers l'Ouest de plus d'un million de soldats et de civils allemands de Courlande, de la province de Prusse-Orientale et du Corridor de Dantzig entre la mi-janvier à mai 1945, pendant les offensives soviétiques de Prusse-Orientale et de Poméranie-Orientale. 

## Contexte
Lorsque la Finlande s'est jointe aux Alliés en septembre 1944, la marine soviétique a réussi à éviter les barrages de mines allemands à l'entrée du golfe de Finlande et a rapidement repris les opérations sous-marines au cours de la deuxième partie de l'année. 
Au début de 1945, la marine soviétique envoya à nouveau des sous-marins aux côtés de vedettes-torpilleurs pour des attaques côtières mais évita l'utilisation de destroyers et de grands navires de guerre. Vingt sous-marins soviétiques ont été engagés dans l'offensive, effectuant plus de patrouilles par rapport à 1944 et affichant un comportement agressif accru : des coopérations avec des avions de reconnaissance étaient parfois effectuées.

## Engagements sous-marins

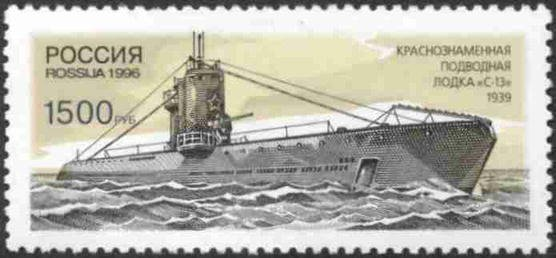
S-13 représenté sur un timbre russe, émis en 1996

Dans la nuit du 6 au 7 janvier, le sous-marin soviétique S-4 a été perdu, probablement percuté et coulé par le torpilleur allemand T-3 dans la baie de Dantzig. Ce serait la seule perte sous-marine soviétique de cette campagne.
- 12 janvier : le sous-marin soviétique K-51[2] a bombardé et coulé le bateau de pêche suédois neutre Ib.
- 16 janvier : le sous-marin soviétique Shch-307[3] torpille et coule Henrietta Schulze au sud-ouest de Liepāja.
- 28 janvier : K-51 a torpillé et coulé le marchand danois Viborg au sud de Bornholm.

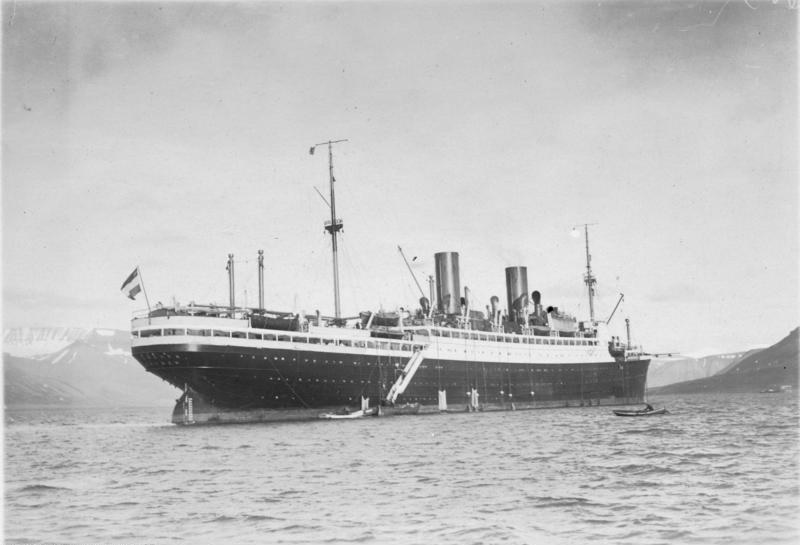
General von Steuben coulé le 10 février 1945

- 30 janvier : le sous-marin soviétique S-13[4] sous le commandement du capitaine Alexandre Marinesko torpilla et coula le grand paquebot allemand Wilhelm Gustloff utilisé comme navire de transport pour l'opération Hannibal. Le navire a sombré avec jusqu'à 9.400 pertes humaines, y compris des civils et du personnel militaire.
- 4 février : ShCh-318[5] a torpillé et coulé le pétrolier allemand Hiddensee au sud-ouest de Liepāja.
- 10 février : S-13 sous le commandement du capitaine Alexandre Marinesko a remporté un autre succès significatif, torpillant et coulant le grand paquebot allemand General von Steuben, comme Wilhelm Gustloff également utilisé comme navire de transport pour l'opération Hannibal. Le navire a sombré avec jusqu'à 3.600 pertes humaines, principalement des militaires blessés.

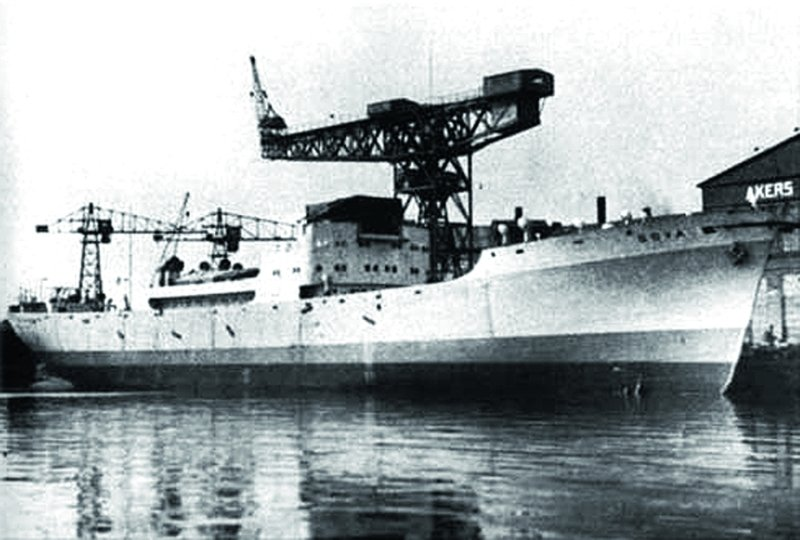
Goya au chantier naval Akers à Oslo, peu avant l'achèvement

- 23 février : ShCh-309[6] a torpillé et coulé le marchand allemand Gottingen au sud-ouest de Liepāja.
- 17 mars : K-53[7] a torpillé et coulé le marchand allemand Margarethe Cords au large du Stolpe Bank.
- 23 mars : L-21[8] a torpillé et coulé le patrouilleur allemand V-2022 E.Colzmann au large de Kołobrzeg.
- 24 mars : L-21 a torpillé et coulé le remorqueur allemand Erni au large de Kołobrzeg.
- 10 avril : ShCh-310[9] a torpillé et coulé le marchand allemand Ilmenau à l'ouest de Liepāja.
- 11 avril : K-56[10] a bombardé et coulé le navire de pêche suédois neutre Ramona au sud d'Utklippan.
- 17 avril : L-3[11] a torpillé et coulé le transport de troupes allemand Goya employé pour l'opération Hannibal. Le navire a sombré avec plus de 7.000 pertes humaines, y compris du personnel militaire et des réfugiés.

## Engagements des vedettes-torpilleurs
.

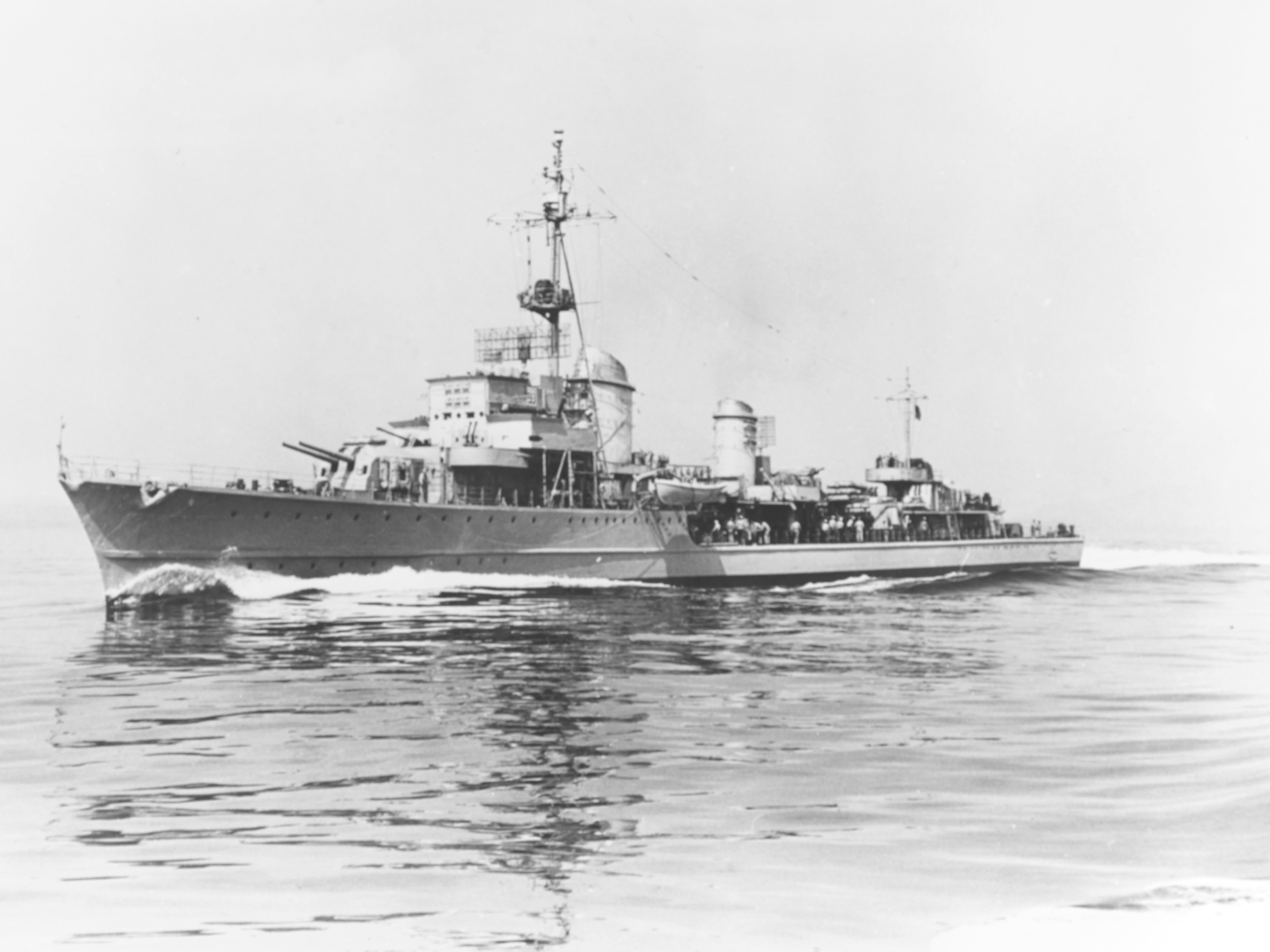
Z39 après la guerre. Navire sœur de Z-34

- 18 février : le marchand allemand Tolina a été coulé soit par le torpilleur à moteur soviétique TK-158, soit par un avion.
- 18 mars : lors d'un affrontement entre des torpilleurs soviétiques et des S-Boot allemandes, l'unité soviétique TK-66 a été perdue.
- 27 mars : un affrontement ultérieur entre les torpilleurs soviétiques (classe D-3) et les S-Boot allemands a causé la perte supplémentaire des unités soviétiques TK-166 et TK-196 et d'autres unités endommagées.
- 15/16 avril : le destroyer allemand Z-34 a été attaqué et torpillé par des torpilleurs soviétiques dans la baie de Dantzig : l'attaque a été effectuée par TK-131 et TK-141. Le navire a reçu des réparations temporaires et avec la reddition de l'Allemagne a été transféré à la marine des États-Unis qui a jugé le navire indigne de réparation supplémentaire et l'a sabordé.
- 25 avril : le marchand allemand Emili Sauber a été torpillé et coulé par le torpilleur soviétique TK-133.
- 26 avril : les péniches de débarquement allemandes F-248 ont été torpillées par des torpilleurs soviétiques TK-131 et TK-135 ou coulées par des avions.
- 6 mai : le bateau de débarquement allemand PiLB-43/I[12] a été torpillé et coulé par un torpilleur soviétique.

## Opérations de guerre des mines
Les trois sous-marins de pose de mines soviétiques laissés à la flotte de la Baltique ont été utilisés aux fins prévues, comme la campagne précédente.
- 26 janvier : le sous-marin soviétique L-3 posa un premier champ au large de Ventspils : le seul succès obtenu fut le naufrage du marchand allemand Henry Lutgens le 29 janvier.
- 2 février :Un deuxième champ est posé au large de Libau : le seul succès obtenu est le brise-glace allemand Pollux lourdement endommagé et échoué le 2 février.
- 23 mars : Un troisième champ a été posé, marquant les succès suivants:
  - Le même jour, le dragueur de mines auxiliaire allemand M-3138 .
  - 30 mars, le marchand allemand Jersbek.

Entre le 8 et le 13 mars, le sous-marin soviétique L-21 a déposé des mines au large de la péninsule de Hela. Le champ a remporté des victoires sur les navires de guerre allemands:
- 14 mars, le torpilleur allemand T-3.
- 14 mars, le torpilleur allemand T-5.
- 15 mars, le sous-marin allemand U-367 a coulé.
- 10 avril, le destroyer allemand Z-43 est miné et endommagé. Le navire a reçu des réparations d'urgence et a repris ses opérations.
- 30 mars, le sous-marin soviétique Lembit a posé un champ de mines au large de Władysławowo : la seule perte connue de ce champ s'est produite le 25 avril avec le naufrage du patrouilleur allemand Vs-343.]

## Résultat
La pénurie  de carburant a limité le nombre de navires d'escortes allemandes disponibles pour protéger les navires et les convois et explique le succès soviétique et la perte d'un seul sous-marin soviétique en action.
Le naufrage de Wilhelm Gustloff, du General von Steuben et de Goya était une démonstration du potentiel mortel de la guerre sous-marine. Il est important de souligner qu'en dépit d'être souvent décrits à tort comme des unités non combattantes, les navires possédaient en fait des armes anti-aériennes défensives et transportaient également des militaires personnels (en plus des réfugiés).